# Renee McElduff
Renee McElduff (ur. 10 października 1991 w Penrith) – australijska narciarka dowolna, specjalizująca się w skokach akrobatycznych. W 2015 roku wystartowała na mistrzostwach świata w Kreischbergu, gdzie zajęła 13. miejsce w skokach. Najlepsze wyniki w Pucharze Świata osiągnęła w sezonie 2014/2015, kiedy to zajęła 22. miejsce w klasyfikacji generalnej, a w klasyfikacji skoków akrobatycznych była siódma. Nie startowała na igrzyskach olimpijskich.

## Osiągnięcia

### Mistrzostwa świata
| Miejsce | Dzień       | Rok  | Miejscowość | Konkurencja        | Zwycięzca  |
| ------- | ----------- | ---- | ----------- | ------------------ | ---------- |
| 13.     | 15 stycznia | 2015 | Kreischberg | Skoki akrobatyczne | Laura Peel |

### Puchar Świata

#### Miejsca w klasyfikacji generalnej
- sezon 2011/2012: 74.
- sezon 2012/2013: 95.
- sezon 2013/2014: 106.
- sezon 2014/2015: 22.
- sezon 2015/2016: 65.

#### Miejsca na podium w zawodach
1. Lake Placid – 31 stycznia 2015 (skoki akrobatyczne) – 1. miejsce